# Scopelosaurus meadi
Scopelosaurus meadi — вид авлопоподібних риб родини Notosudidae. Це морський, бентопелагічний вид, що поширений на півдні Атлантики та на заході Тихого океану (біля берегів острова Тасманія) на глибині до 760 м. Тіло сягає завдовжки до 16,9 см.